# 维利·罗尼
维利·罗尼（法語：Willy Ronis，1910年8月14日—2009年9月12日），法国摄影家，生于巴黎。其父是来自敖德萨的犹太摄影师，母亲是来自立陶宛的钢琴教师。少年罗尼倾心音乐，希望有朝一日成为作曲家。后来入伍从军。1932年复员后因父亲得癌症，罗尼不得不中断小提琴的学习，掌管起家庭照相馆业务。1949年父亲病故后，罗尼关闭家庭照相馆，加入Rapho摄影社，开始他的职业摄影师的生涯。罗尼自五十年代在阿维尼翁和马赛等地的艺术学院执教。1953年罗尼和亨利·卡蒂尔-布雷松等五位法兰西摄影师的作品在纽约市曼哈顿现代艺术博物馆展出。1979年罗尼荣获法国教育部颁发的摄影艺术金奖。罗尼是美国生活杂志的第一个法国摄影记者。罗尼从事摄影近半个世纪，专门拍摄法国人民，特别是首都巴黎市民的日常生活。罗尼喜爱的照相机是法国出产的的莱卡--FOCA 35毫米照相机。

## 作品集
- 罗尼：《塞纳河上的星期天》
- 罗尼：《我的巴黎》
- 罗尼：《普罗旺斯》
- 罗尼：《普罗旺斯的裸体照》